# Svante Holmdahl
Svante Julius Edvard Holmdahl, född den 31 mars 1841 i Veinge socken, Hallands län, död den 26 september 1915 i Tvååkers församling, samma län, var en svensk präst. Han var far till Gustav, Otto och David Holmdahl samt farfar till Martin Holmdahl och morfar till Sven Crona.
Holmdahl blev student vid Uppsala universitet 1861 och avlade folkskollärarexamen 1864. Han prästvigdes sistnämnda år. Holmdahl blev kateket i Stockholm 1865, predikant vid Provisoriska sjukhuset där samma år, tillförordnad adjunkt vid Folkskollärareseminariet i Stockholm 1865, ordinarie adjunkt där 1866, komminister i Kristine församling i Göteborg 1869, stadskateket i Göteborg 1870, kyrkoherde i Tvååkers och Spannarps församlingar 1879 och prost honoris causa 1887. Han var kontraktsprost från 1898 till några månader före sin död och inspektor för Varbergs elementarskola för flickor 1898–1906. Holmdahl utgav tal och predikningar. Han blev ledamot av Nordstjärneorden 1899.